# Can’t Buy Me Love
Can’t Buy Me Love – piosenka napisana przez Paula McCartneya (oficjalnie za twórców utworu uznaje się duet Lennon/McCartney). Singel został wydany przez The Beatles 20 marca 1964 w Wielkiej Brytanii i 16 marca 1964 w Stanach Zjednoczonych. Piosenka została również umieszczona na albumie A Hard Day’s Night.

## Osiągnięcia
2 kwietnia 1964 piosenka osiągnęła 1. miejsce na liście przebojów w Wielkiej Brytanii i utrzymywała się tam przez trzy tygodnie.
4 kwietnia 1964 „Can’t Buy Me Love” pojawiła się na pierwszym miejscu amerykańskiej listy przebojów Billboard Hot 100. Nagrania The Beatles zajęły wtedy pięć pierwszych miejsc tej listy (pozostałe utwory to: „Twist and Shout”, „She Loves You”, „I Want to Hold Your Hand” i „Please Please Me”). Żadnemu innemu zespołowi w historii nie udało się takie osiągnięcie.
Magazyn Rolling Stone umieścił utwór na 289. miejscu listy 500 utworów wszech czasów.

## Lista utworów
| 1. | „Can’t Buy Me Love” | 2:18  |
|    |                     |       |
| 2. | „You Can’t Do That” | 2:37  |
|    |                     |       |
|    |                     | 04:55 |
|    |                     |       |

## Muzycy
- Paul McCartney – wokal prowadzący, gitara basowa
- John Lennon – gitara akustyczna, gitara rytmiczna
- George Harrison – wokal wspierający, gitara prowadząca
- Ringo Starr – perkusja

## Wersje innych wykonawców
- The Chipmunks (1964)
- The Nutty Squirrels (1964)
- The Eliminators (1964)
- Ella Fitzgerald (1964)
- Johnny Rivers (1964)
- George Martin (1964)
- The Supremes (1964)
- Stanley Turrentine (1964)
- Dave „Baby” Cortez (1965)
- Henry Mancini (1965)
- Peter Sellers (1965)
- Chet Atkins (1966)
- Count Basie and his Orchestra (1966)
- Cathy Berberian (1967)
- Phil Seaman (1968)
- David Clayton-Thomas (1973)
- Shirley Scott & Stanley Turrentine (1978)
- The King’s Singers (1988)
- The Allen Toussaint Orchestra (1989)
- Elena Duran, Stéphane Grappelli & Laurie Holloway (1991)
- Giovanni (1993)
- Shenandoah (1995)
- Bugs Bunny and Daffy Duck (Joe Alaskey) (1995)
- Blackstreet (1996)
- John Pizzarelli (1998)
- The Punkles (1998)
- Laurence Juber (2000)
- Jive Bunny & the Mastermixers (2001)
- Michael Bublé (2005)
- Vitamin String Quartet (2005)
- Wayne Brady (2008)
- House of Heroes (2009)
- Andrew Garcia (2010)